# Danford B. Greene
Danford Burries Greene (* 26. Juni 1928 in Wichita, Kansas; † 13. August 2015 in den USA) war ein US-amerikanischer Filmeditor.

## Leben
Nach seinem Abschluss an der University of Southern California in Film und Wirtschaft, war es die Fernsehserie Thriller, bei der Grenne erstmals sechs Episoden als eigenverantwortlicher Schnittmeister bearbeiten durfte. Nach seinem ersten Spielfilm, mit dem Krimi Nightmare in Chicago, waren es vor allen Dingen die beiden Filmschnitte an MASH und Der wilde wilde Westen  für die er jeweils eine Oscarnominierung für den Besten Schnitt erhielt.
Nach seiner Karriere unterrichtete er noch im Masterprogramm des American Film Institute Studenten im Schnitt.

## Filmografie (Auswahl)
- 1961–1962: Thriller (Fernsehserie, 6 Episoden)
- 1963–1964: Alfred Hitchcock Presents (Fernsehserie, 2 Episoden)
- 1964: Nightmare in Chicago
- 1969: Ein kalter Tag im Park (That Cold Day in the Park)
- 1970: MASH
- 1970: Myra Breckinridge – Mann oder Frau? (Myra Breckinridge)
- 1974: Der wilde wilde Westen (Blazing Saddles)
- 1975: Der Rächer von Kalifornien (The Master Gunfighter)
- 1975: Zwei in blue Jeans (Aloha Bobby and Rose)
- 1976: Der Mörder in mir (The Killer Inside Me)
- 1977: Das Geld liegt auf der Straße (Fun with Dick and Jane)
- 1977: Wie geht’s aufwärts? (Which Way Is Up?)
- 1979: Stimmen der Liebe (Voices)
- 1982: Zwei irre Typen auf heißer Spur (Partners)
- 1984: The Secret Diary of Sigmund Freud
- 1985: Männer für jeden Job (Head Office)
- 1988: Endlich wieder 18 (18 Again!)
- 1988: Verhext nochmal (Love at Stake)
- 1989: Wer ist Harry Crumb? (Who’s Harry Crumb?)

## Auszeichnungen
Oscar
- 1971: Nominierung für den Besten Schnitt von MASH
- 1975: Nominierung für den Besten Schnitt von Der wilde wilde Westen